# Акрамова Ібадатхон
Ібадатхон Акрамова (1914, місто Маргілан, тепер Ферганської області, Узбекистан — ?) — радянська узбецька діячка, новатор виробництва, робітниця-мотальниця, інструктор Маргіланського шовкового (шовкомотального) комбінату Ферганської області. Депутат Верховної ради СРСР 2—4-го скликань.

## Життєпис
Народилася в бідній родині дехканина.
З 1933 року — учениця-підв'язувальниця, робітниця-мотальниця, інструктор Маргіланського шовкового (шовкомотального) комбінату Ферганської області. Брала участь у стахановському русі на виробництві, обиралася членом бюро партійної організації комбінату. Навчалася в політшколі.
Член ВКП(б). Член Узбецького республіканського комітету профспілок.
Подальша доля невідома.

## Нагороди та відзнаки
- медалі
- Краща мотальниця текстильної промисловості СРСР